# سرو (درميان)
سرو (بالفارسية: سرو) هي مستوطنة تقع في إيران في قسم درمیان الريفي. يقدر عدد سكانها بـ 771 نسمة بحسب إحصاء 2016.